# Frédéric de Hohenzollern-Sigmaringen
Le prince Frédéric de Hohenzollern-Sigmaringen (en allemand, Friedrich Prinz von Hohenzollern-Sigmaringen), né le 25 juin 1843 à Inzigkofen, près de Sigmaringen, et mort le 2 décembre 1904 à Munich, quatrième et dernier fils de Charles-Antoine de Hohenzollern-Sigmaringen et de Joséphine de Bade, est un membre de la famille princière de Hohenzollern-Sigmaringen. Il est également général prussien de la Cavalerie.

## Rôle et formation
En septembre 1859, le prince âgé de seize ans complète sa formation militaire en s'installant à Bonn. À l'automne 1862 il commence sa carrière militaire dans l'armée prussienne. Il est initialement affecté à Düsseldorf en qualité de lieutenant au 5e régiment d'uhlans (de). En 1866, il participe activement à la guerre austro-prussienne. Au printemps 1870, il est transféré à Berlin et promu capitaine au 1er régiment de dragons de la Garde. Il prend part à la Guerre franco-allemande de 1870. Les milieux diplomatiques avaient un temps songé à la candidature du prince Frédéric au trône d'Espagne vu le peu d'empressement de son frère aîné le prince Léopold.
Entre 1861 et 1864, il entreprend de longs voyages qui le conduisent en Autriche, en Italie, en Suisse et en Angleterre. Quelques années plus tard, il découvre l'Égypte et la Grèce.

## Mariage et famille
Après deux projets matrimoniaux avortés, l'un avec Amélie princesse de Saxe-Cobourg, l'autre avec la princesse Louise de Belgique, le prince Frédéric épouse à Ratisbonne le 21 juin 1879 Louise de Tour et Taxis (1859-1948), nièce de l'impératrice Elisabeth d'Autriche et fille aînée de Maximilien de Tour et Taxis (1831-1867) et d'Hélène en Bavière (1834-1890). Ce mariage est demeuré sans postérité.
Les familiers du Prince l'appellent « Fritz » et le considèrent comme un homme assez flegmatique ami de la tranquillité et peu désireux de jouer un rôle de premier plan. Le prince Frédéric était le frère cadet du roi Carol Ier.

## Titulature
- 25 juin 1843 – 2 septembre 1869: Son Altesse Royale[6] le prince Frédéric de Hohenzollern-Sigmaringen
- 3 septembre 1869 – 2 décembre 1904: Son Altesse Royale le prince Frédéric de Hohenzollern

## Honneurs
Frédéric de Hohenzollern-Sigmaringen est :
- Grand-croix de l'ordre d'Albert l'Ours (Anhalt).
- Chevalier de l'ordre de la Fidélité (Bade) (1879).
- Chevalier de l'ordre de Berthold Ier (Bade) (1879).
- Chevalier de l'ordre de Saint-Hubert (Bavière).
- Grand-cordon de l'ordre de Léopold (Belgique).
- Grand-croix de l'ordre du Sauveur (Grèce).
- Croix d'honneur 1re classe avec épées de l'ordre de Hohenzollern (Principauté de Hohenzollern-Sigmaringen.
- Grand commandeur de l'ordre de Hohenzollern (Principauté de Hohenzollern-Sigmaringen, 3 octobre 1867).
- Chevalier grand-croix de l'ordre de la Couronne d'Italie.
- Grand-croix de l'ordre de la couronne de Wende (Mecklembourg).
- Chevalier avec collier de l'ordre de l'Aigle noir (Prusse).
- Grand-croix de l'ordre de l'Aigle rouge (Prusse) (14 juin 1879).
- Croix de Fer, 2e Classe (Prusse).
- Grand-croix de l'ordre de l'Étoile de Roumanie.
- Grand-croix de l'ordre de la Couronne (Roumanie).
- Grand-croix de 4e classe de l'ordre impérial et militaire de Saint-Georges (Russie).
- Grand-croix de l'ordre de la Maison ernestine de Saxe (1889).
- Grand-croix de l'ordre du Faucon blanc (Saxe-Weimar) (1891).
- décoré 1re classe de l'ordre de l'Osmaniye (Turquie).
- décoré 1re classe de l'ordre du Mérite (Waldeck-Pyrmont).